# Лихтхейм, Рихард
Рихард Лихтхейм (ивр. ריכרד ליכטהיים‎), (нем. Richard Lichtheim) (16 февраля 1885, Берлин — 1 апреля 1963, Иерусалим) — деятель сионистского движения и публицист немецкого происхождения. 

## Биография
Родился в Берлине в ассимилированной еврейской семье торговца зерном Георга Лихтхейма (1849—1908) и Клары Поллак (1857—1896). Окончил гимназию в 1904 году и продолжил образование в университетах Берлина и Фрайбурга. Получил степень доктора экономики. 
В студенчестве Рихард Лихтхейм вступил в сионистское движение. В 1910 году первый раз посетил Палестину. В 1911 году опубликовал статью Программа сионизма (нем. Das Programm des Zionismus), поставившую его в один ряд с виднейшими лидерами сионизма. В том же году отправился в Константинополь, где познакомился со своей будущей женой Ирен Хафтер (нем. Irene Hafter). После того, как один из руководителей сионистского движения Давид Вольфсон отошёл от руководства движением, и перенесения сионистского центра в Берлин, Рихард Лихтхейм стал редактором органа сионистского движения газеты Ди Вельт (нем. Die Welt).
Во время Первой мировой войны Рихард Лихтхейм был представителем правления Сионистской организации в Константинополе, где благодаря своим связям с германским и американским посольствами сыграл важную роль в защите интересов зарождающего ишува в Эрец-Исраэль от военных турецких властей. Из-за тесных контактов с американским посольством в 1916 обвинён в шпионаже и вынужден был покинуть Турцию и вернуться в Германию.
В 1920–1923 годах Лихтхейм — член правления Сионистской организации и глава организационного отдела. Разойдясь в вопросе путей сионизма с Хаимом Вейцманом Рихард Лихтхейм присоединился к ревизионистскому движению. В 1933 году Лихтхейм порвал с этим движением и в следующем году переехал в Палестину, где основал первую в стране страховую компанию «Мигдал» (ивр. מגדל אחזקות ביטוח ופיננסים‎). В годы Второй мировой войны Лихтхейм, как представитель сионизма, находился в Женеве, пытаясь организовать вывоз евреев оккупированных нацистами стран в Израиль. В конце войны он вернулся в Израиль и последние годы жизни посвятил литературному труду. 
Лихтхейм написал следующие произведения: «Толдот ха-ционут бе-Германия» («История сионизма в Германии», 1951), «Шеар яшув» («Оставшиеся вернутся», 1953), изданную посмертно автобиографическую книгу «Зихронот циони ми-Германия» («Воспоминания сиониста из Германии», 1970) и другие.

### Дети
- Георг Лихтхейм (1912 - 1973) — социолог и писатель
- Мириам Лихтхейм (1914 - 2004)— израильская лингвист и египтолог.